# Molier na rowerze
Molier na rowerze (fr.: Alceste à bicyclette) – francuska komedia z 2012 roku w reżyserii Philippe’a Le Guaya.

## Opis fabuły
Gauthier Valence chce przekonać znajomego aktora, który zamieszkał na wyspie Île de Ré, by wrócił na scenę.

## Obsada
- Lambert Wilson jako Gauthier Valence
- Fabrice Luchini jako Serge Tanneur
- Maya Sansa jako Francesca
- Sonia Laroze
- Laurie Bordesoules jako Zoé
- Olivia Algazi jako pani Ramirez
- Patrick Bonnel jako Roussel
- Jean-Charles Delaume jako Philinte

i inni.